# The Lab
The Lab (1993), es un dúo español de música electrónica formado por José Corredera y Miguel Lázaro.

## Biografía
José Corredera y Miguel Lázaro (Madrid, 1980) comenzaron su proyecto musical con el pseudónimo de VMG cuando ambos tenían 13 años. Bajo una concepción visual de la música, y utilizando instrumentos e influencias electrónicas, desarrollaron un trabajo experimental durante estos primeros años. En 1998 editaron el álbum "Escuchando Imágenes", que formó parte de la banda sonora de la primera exposición de arte electrónico realizada en España, junto al diseñador gráfico Bernardo Rivavelarde.
Después de esta primera etapa, editaron como The Lab su primer CD titulado "Homodigitalis", que así mismo fue la banda sonora de la película del mismo nombre, creada de nuevo en colaboración con el diseñador gráfico Bernardo Rivavelarde, y que fue estrenada en la Biblioteca Nacional (Madrid) en 2003.
En 2009, The Lab "liberó" su disco Homodigitalis, ofreciéndolo en descarga gratuita a través de su web www.thelabsound.com, además de editar una remasterización del álbum con contenido extra. La versión gratuita del disco ha alcanzado hasta la fecha más de 10 000 descargas registradas (septiembre de 2013).
En 2012 estrenaron junto a Rivavelarde su nueva obra "Future Nature", en la Ciudad de las Ciencias y las Artes de Valencia, en esta obra The Lab explora paisajes sonoros avanzados.
El 22 de mayo de 2013 editaron "Analysis Paralysis", un EP de 4 temas.
Actualmente continúan colaborando en la música original de las obras de Bernardo Rivavelarde, además de en la creación de la música original de las obras del coreógrafo Dimo Kirilov, Collisions (2014), Sinking (2015), Entre Mareas (2016) y Broken Lines (2017). En 2017 componen también música original para la compañía Sara Calero y su obra Petisa Loca.
Nominados en 2018 a mejor música en los XXI Premios Max por su trabajo en Broken Lines de Dimo Kirilov
En enero de 2021 estrenaron la música original de Portrait Of An Artist, de Rivavelarde dentro del año de Bigas Luna en el Corte Inglés de Valencia.

## Influencias
The Lab señala como influencias iniciales a los pioneros populares de la música electrónica de los años 60 y 70: Jean Michel Jarre, Vangelis, Tangerine Dream, Kraftwerk, etc., así como a otros más experimentales cómo Wendy Carlos.
Visualmente artistas como Nam June Paik, Bill Viola, o Chris Cunningham.

## Obra

### Discografía
- Escuchando Imágenes (1998) Edición original
- Escuchando Imágenes (1999) Edición Extendida. Limitada a 500 copias.
- Homodigitalis (2003)
- Homodigitalis Free Edition (2009)
- Homodigitalis Remastered Edition (2009)
- Future Nature (2012)
- Analysis Paralysis (2013)
- A Day In The Life Lab (2014?)
- Portrait Of An Artist (2021)

### Sencillos en recopilatorios
- Chilling You Out (2003)
- Samsung ChillOut Sessions (2003)
- Ibiza Dreams (2004)
- Maspalomas Chillout (2004)
- Iurantia (2006)
- Chaweng Chillout (2007)
- I Love Chillout 2 (2007)
- Lo Mejor del Chillout (2008)
- Paradisíaco (2008)

### Otros
- The Lab@Radio3: Future Nature Live (2012. Actuación en vivo en Radio 3 presentando Future Nature).
- Collisions (2014) - Música original coreografía
- Sinking (2015) - Música original coreografía
- Entre Mareas (2016) - Música original coreografía
- Broken Lines (2017) - Música original coreografía
- Petisa Loca (2017) - Música original coreografía